# Овен Колфер
Овен Колфер или Оин Колфер (ир. Eoin Colfer; Вексфорд, 14. мај 1965) је ирски књижевник. Најпознатији је по серији књига Артемис Фаул и романима Листа жеља (The Wish List) и Натприродњак (The Supernaturalist).
Колфер презире поређење његове популарне, псеудо фантастичне бајке са књигама о Харију Потеру књижевнице Џ. К. Роулинг. Артемис Фаул је написан као модерна бајка, као омаж како Рејмонду Чендлеру и Џејмсу Бонду, тако и Пепељуги.
Главни лик, Артемис, је вундеркинд и наследник богатства стеченог претежно преко криминалних послова. На почетку серије, његов отац (безуспешно покушавши да пређе у легалне воде) нестаје, а његова мајка је изгубљена у неком свом свету, муче је ноћне море и у делиријуму је. Артемис, природно, чини одговорну ствар и смишља подао монструозан план да поправи финансијско стање породице (донекле ослабљено промашеним покушајима Артемиса старијег на путу ка легалности). Фаул млађи, уз пратњу свог верног и ултра-способног Батлера, планира да отме вилу. Виле из ирског мита и легенде, који себе називају Народ (The People) је скривен под земљом још од почетка писане историје да би се склонио од човечанства, Прашинара (The Mud Men) како нас зову, њихових ратова и загађивања. За њих се заинтересовао због злата које поседују. Оно што је на своје изненађење сазнао је да је Народ углавном заменио магију технологијом, много напреднијом од наше. Овај аспект књига је привукао доста читалаца који су засићени класичним типом бајки.
Ипак критикован је да му је приступ „превише модеран”, што користи доста акронима без објашњења и за благе недоследности у оквиру књига. Поред тога, има и критичара који сматрају да су књиге преагресивне за млађу читалачку публику. Но, највећи број читалаца ових књига је нешто старији, јер, иако су, што је случај и са Прачетовим књигама, комичне и (релативно) лако штиво, ипак треба доста тог знати како о технологији, тако и о много чему другоме, да би се схватиле алузије и метафоре аутора.